# Giorgio Tomatis
Giorgio Tomatis (ur. 11 marca 2003) – włoski wspinacz sportowy specjalizujący się w prowadzeniu i boulderingu, wicemistrz igrzysk europejskich i brązowy medalista mistrzostwa Europy juniorów. Pochodzi z Caraglio.

## Wyniki
| Impreza                     | Rok  | Gospodarz          | bouldering | prowadzenie | łączna |
| --------------------------- | ---- | ------------------ | ---------- | ----------- | ------ |
| Mistrzostwa świata          | 2023 | Berno              | 79         | 53          | 60     |
| Igrzyska europejskie        | 2023 | Tarnów             | —          | 02 !        | —      |
| Mistrzostwa świata juniorów | 2017 | Innsbruck          | —          | 23          | —      |
| Mistrzostwa świata juniorów | 2018 | Moskwa             | 37         | 13          | —      |
| Mistrzostwa świata juniorów | 2019 | Arco               | 25         | 11          | —      |
| Mistrzostwa świata juniorów | 2021 | Woroneż            | —          | 10          | —      |
| Mistrzostwa świata juniorów | 2022 | Dallas             | —          | 6           | —      |
| Mistrzostwa Europy juniorów | 2018 | Imst               | —          | 19          | —      |
| Mistrzostwa Europy juniorów | 2019 | Bressanone Woroneż | 18         | 03 !        | —      |
| Mistrzostwa Europy juniorów | 2021 | Perm               | —          | 03 !        | —      |